# Simples médecines
 (juillet 2022).
Les simples ou simples médecines (simplicis medicinae ou simplicis herbae selon ses appellations latines) était le nom donné au Moyen Âge aux plantes médicinales.
En France, les savoir-faire entourant la connaissance et le ramassage des simples sont reconnus par l'Inventaire du patrimoine culturel immatériel.

## Définition

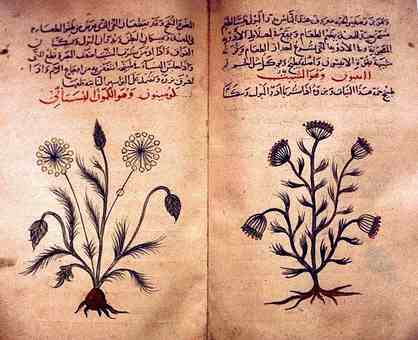
Traité arabe (env. 1334) concernant les plantes médicinales, selon le médecin, pharmacologue et botaniste de l'Antiquité grecque Dioscoride.

La médecine médiévale était basée sur les vertus des herbes médicinales : elles servaient à fabriquer les médicaments. Les monastères médiévaux en particulier avaient tous, sinon une pharmacie et infirmerie, au moins un jardin de simples (herbularius) : l'officine de l'apothicaire et le jardin des simples étaient liés. À Milly-la-Forêt, dans une ancienne maladrerie (léproserie) se trouvait la chapelle Saint-Blaise-des-Simples : on les cultivait pour soigner les lépreux.
Elles étaient étudiées depuis des temps immémoriaux (on en trouve la trace dans le Livre de la Sagesse, dans la Bible), et dans Dioscoride, et toute la médecine grecque, puis arabe, pour leurs vertus thérapeutiques.
Les simples constituaient un remède (medicina, dans ce cas, les simples peuvent désigner aussi bien des plantes, animaux ou minéraux, néanmoins l'examen des sources disponibles montre que les plantes représentaient au moins 75% de l'effectif des simples référencées) ou une herbe (herba) à base d'une seule plante à la différence des remèdes composés (composita : lochs, électuaires…).

## Quelques plantes
La sauge était d'une renommée proverbiale : son nom vient du latin salvare qui signifie guérir, sauver, on en avait toujours dans son jardin. L'achillée millefeuille était très réputée au Moyen Âge car vulnéraire et cicatrisante : Hildegarde de Bingen recommande son utilisation en compresses ou en poudre dans du vin chaud. Les moines auraient cultivé la rue dont le nom latin ruta signifie « conserver la santé », pour ses propriétés anti-aphrodisiaques. La consoude soignait les blessures de flèches ou d'arquebuse. L'armoise soulageait les pieds fatigués de voyageurs. Le lys soignait les blessures de serpent (Strabo). La molène soignait la malandre des chevaux (une crevasse suintante, à l'odeur nauséabonde, aux plis de leur jarret). Le millepertuis soulageait en cas de brûlures. La guimauve officinale soignait les dents. L'angélique protégeait de la peste. La verveine soignait les pustules. On cultiva aussi plus tard la mélisse, pour fabriquer l'eau de mélisse. La pulmonaire était utilisée pour les poumons. Roses et violettes entraient dans la composition des électuaires, ainsi que la réglisse.

## Repères chronologiques

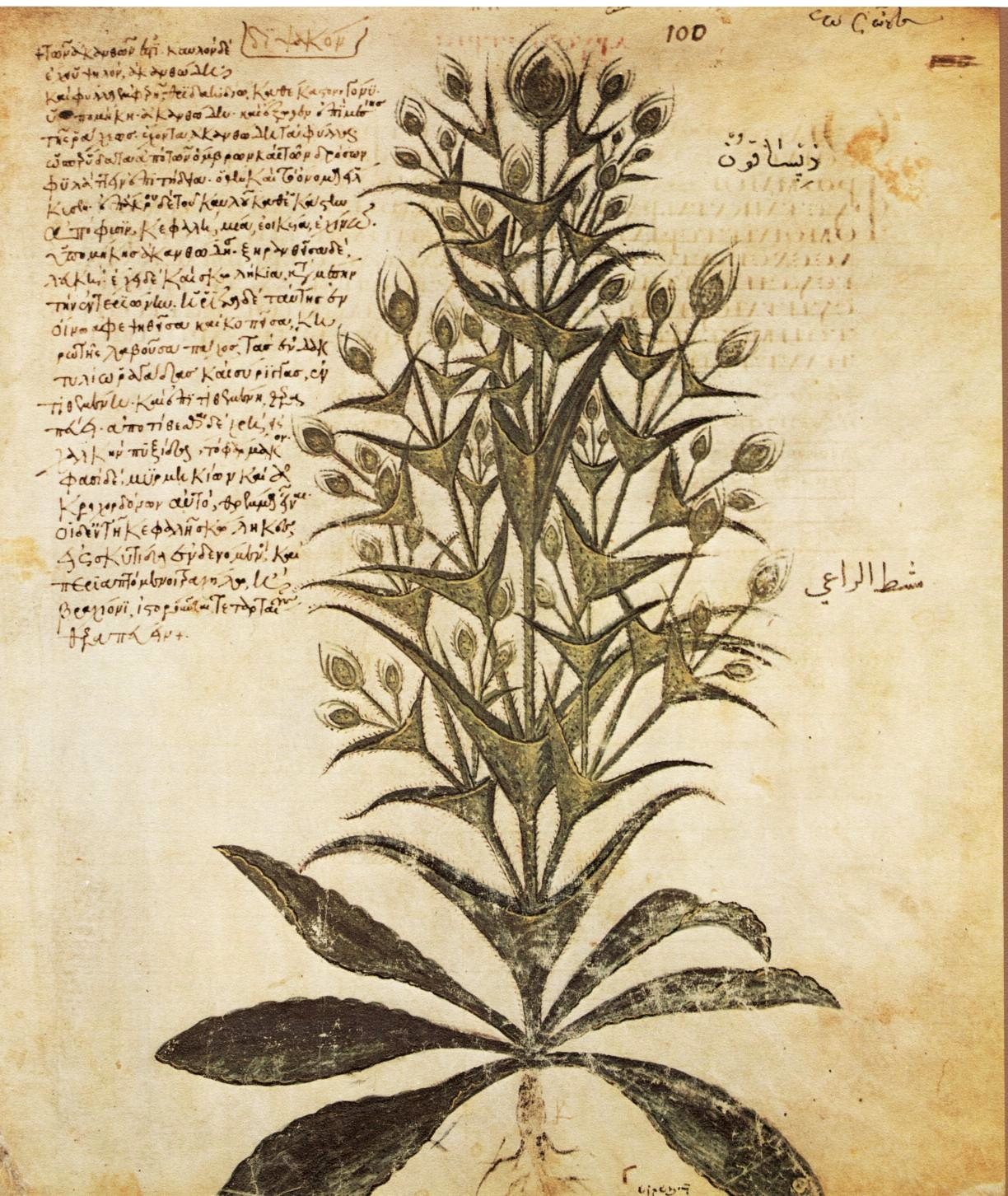
Le manuscrit en grec, Codex medicus Graecus, dit « Dioscoride de Vienne » (vers 512), comporte 383 illustrations botaniques, comme celle-ci de διψακος, Dipsacus, avec annotations en arabe.

- Charlemagne promulgua le capitulaire De Villis qui établissait la liste des 88 plantes, légumes, simples et tinctoriales à cultiver dans les jardins.
- Le plan de l'Abbaye de Saint-Gall représente un herbularius de seize plantes : menthe et menthe-coq, cumin, rue, fenouil, sauge, rose, lis, iris, pouliot, fenugrec, romarin, sarriette, livèche, mongette, barbarée.
- Sainte Hildegarde de Bingen, abbesse bénédictine, fut une grande spécialiste des simples médecines : elle écrivit plusieurs ouvrages décrivant 300 plantes, leurs vertus et leur emploi thérapeutique (Physica).
- Saint Albert le Grand au XIIIe siècle dans le De Vegetabilibus décrivit de nombreuses plantes et énuméra leurs propriétés médicinales.

- Le Livre des simples médecines (Liber de simplici medicina), ouvrage écrit par Matthaeus Platearius[4] au XIIe siècle, est une sorte de dictionnaire de toutes les plantes médicinales médiévales, avec une notice sur leur emploi. Au XVe siècle les herboristes de Paris étaient tenus sous serment d'en posséder un exemplaire. Il ne fut traduit du latin et publié qu'au XXe siècle par le Dr Paul Dorveaux.

## Les vertus des simples

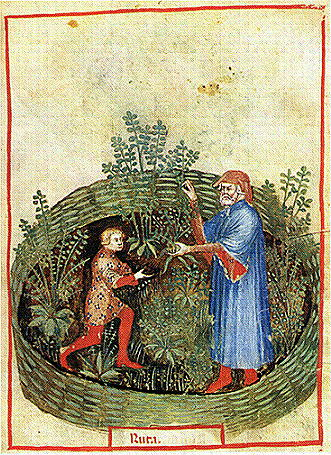
Récolte de la rue
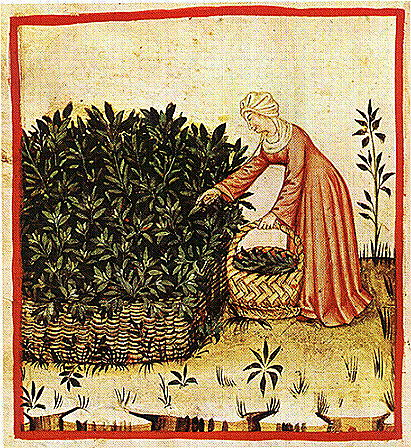
Récolte de la sauge
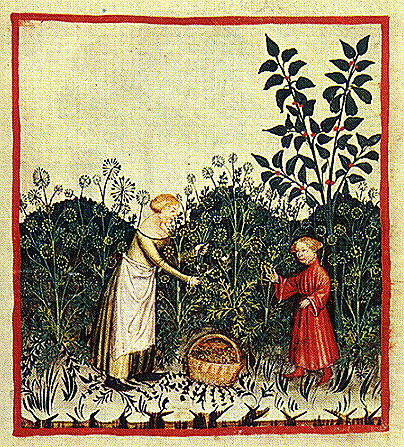
Récolte de l'aneth
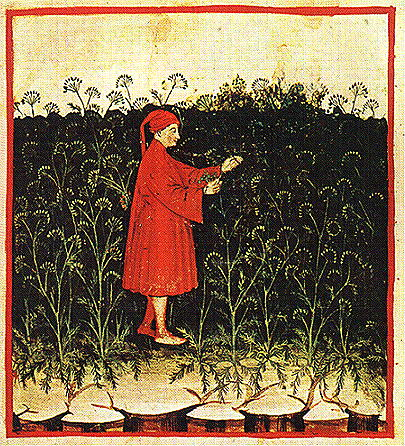
Récolte du fenouil

## Le ramassage des simples aujourd'hui et la structuration de la filière
L'intérêt pour la botanique n'a jamais vraiment disparu. Aujourd'hui encore, des associations et des connaisseurs se retrouvent pour cueillir des plantes sauvages à des fins médicinales ou alimentaires. Cette pratique se perpétue plus rarement dans le cadre familial. Elle témoigne de la relation qu'a l'homme avec son environnement, mais entre aussi dans une démarche de collecte de savoir-faire liés aux plantes et à leur utilisation. C'est cependant une pratique aujourd'hui reniée et qui tend à disparaître. Pour cela, des recherches ont été faites, notamment en Bretagne pour valoriser ces savoir-faire, qui ont mené à l'inscription de la pratique à l'inventaire du patrimoine culturel immatériel en France.
Le renouveau de l'herboristerie est aujourd'hui, en 2024, bien d'actualité. Le Syndicats Simples regroupe les producteurs et cueilleurs de plantes aromatiques et médicinales, respectant une certaine charte de bonnes pratiques disponible et détaillée sur leur site internet,.